# At the Earth's Core

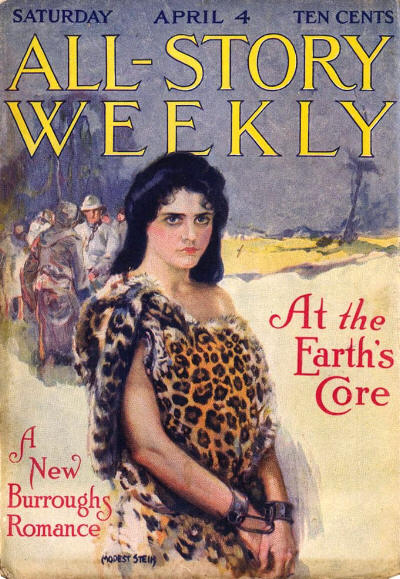
At The Earth's Core es va publicar en sèrie a All Story Weekly el 1914.

At the Earth's Core és una novel·la fantàstica de 1914 de l'escriptor nord-americà Edgar Rice Burroughs, la primera de la seva sèrie sobre la terra fictícia de la "terra buida" de Pellucidar. Va aparèixer per primera vegada com una sèrie de quatre parts a All-Story Weekly del 4 al 25 d'abril de 1914. Va ser publicada per primera vegada en forma de llibre en tapa dura per A. C. McClurg el juliol de 1922.

## Resum de la trama
L'autor relata com, viatjant pel desert del Sàhara, s'ha trobat amb un vehicle remarcable i el seu pilot, David Innes, un home amb una història notable per explicar.
David Innes és un enginyer de mines que finança el "talp de ferro" experimental, un vehicle d'excavació dissenyat pel seu vell amic inventor Abner Perry. En una prova, descobreixen que el vehicle no es pot girar i s'enterra uns 800 quilòmetres a l'escorça terrestre, emergint al món interior desconegut de Pellucidar. Segons el concepte de Burroughs, la Terra és una closca buida amb Pellucidar com a superfície interna d'aquesta petxina.
Pel·lucidar està habitat per criatures prehistòriques de totes les èpoques geològiques, i dominat pels mahars, una espècie de rèptil volador intel·ligent i civilitzat, però que esclavitza i depreda els humans locals de l'edat de pedra. Innes i Perry són capturats pels servents simiescs dels mahars, els sagoth, i els porten amb altres captius humans a la ciutat principal mahar de Phutra. Entre els seus companys de captivitat hi ha el valent Gak, the Hairy One (el Pelut), del país de Sari, el furtiu Hooja the Sly One (l'Astut) i l'encantadora Dian the Beautiful (la Bella) d'Amoz.
David Innes, atret per Dian the Beautiful, la defensa de les atencions no desitjades d'Hooja the Sly One, però a causa del seu desconeixement dels costums locals ella suposa que la vol com una esclava, no com a amiga o amant, i posteriorment el rebutja. Només més tard, després que en Hooja escapi dels seus captors en un túnel fosc i obligui a la Dian a marxar amb ell, David s'assabenta per Gak de la causa del malentès.

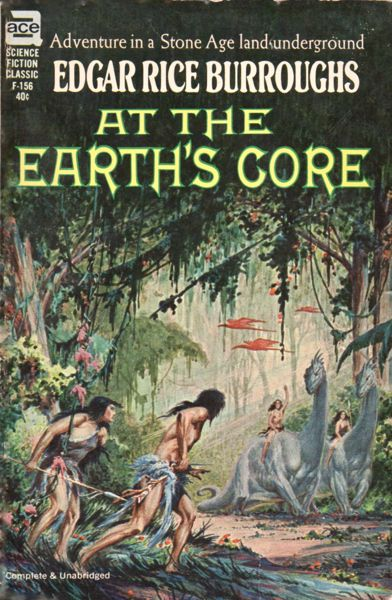
Primera edició de butxaca dAt the Earth's Core, 1962. Portada de Roy Krenkel.

A Phutra, els captius es converteixen en esclaus, i els dos habitants de la superfície aprenen més coses de la societat Pellucidar i del mahars. Els Mahars són rèptils femenins, que es reprodueixen de forma partegenètica mitjançant un "Gran Secret" molt guardat contingut en un llibre mahar. David s'assabenta que també fan festins amb captius humans seleccionats en un ritual secret. En un disturbi, David aconsegueix escapar de Phutra, i, amb una canoa, arriba a la vora d'un mar interior. Coneix en Ja le Mézop, a qui ha aconseguit rescatar de les urpes d'un rèptil marí i que es converteix en el seu aliat. Això el porta a un temple insular on els mahars s'alimenten dels seus esclaus després d'engreixar-los.
Aleshores David decideix tornar a Phutra per intentar salvar el seu amic Perry. Torna a ser presoner i es retroba amb Perry, Gak i fins i tot en Hooja, que ha estat recapturat. Els quatre homes aconsegueixen escapar. Innes porta amb ell el manuscrit sagrat dels mahars que amaga en una cova. Al bosc, en Gak tem les represàlies dels mahars, després de l'assassinat dels seus, i envia Hooja a Sari per advertir la seva gent d'un possible perill d'invasió. Una persecució dels sagoth obliga els altres tres fugitius a separar-se. En David aviat troba la Diane, a qui salva d'un pteranodon gegant i després de Jubal, un altre pretendent de la bella salvatge.
En David i la Diane aviat arriben a Sari on troben en Perry, en Gak i en Dacor, el germà de la Diane. S'assabenten de la invasió del país pels sagots i els mahars.
Juntament amb Gak i altres aliats, David Innes i Abner Perry lideren una revolta de la humanitat contra els cruels Mahars. Els seus enemics es veuen obstaculitzats per la pèrdua del Gran Secret, que David ha robat i amagat. Per continuar la lluita, David torna al talp de ferro, en el qual ell i Dian proposen viatjar de tornada al món de la superfície per adquirir tecnologia del món exterior. Només després que estigui en marxa, descobreix que Hooja the Sly ha substituït un mahar drogat per Dian the Beautiful.
De tornada al món sabem que David coneix l'autor, que després d'escoltar la seva història i veure el seu captiu prehistòric, l'ajuda a reposar i preparar el talp per al retorn a Pellucidar.

## Recepció crítica
El revisor de Galaxy Floyd C. Gale, parlant de l'edició de butxaca de 1962, va elogiar la novel·la; va dir que "els conceptes de Burroughs són intrigants i les seves escenes de combat apassionants". Gale va criticar l'estil de la novel·la, i va assenyalar que "el lector ha d'entrar almenys vint-i-cinc pàgines al llibre abans de deixar de molestar-se per l'estil forçat i florit de l'autor", però va afirmar que "aleshores ja ha arribat al punt de sense retorn".

## Adaptacions
La novel·la es va filmar com a At the Earth's Core (1976), dirigida per Kevin Connor i protagonitzada per Doug McClure com David Innes i Peter Cushing com Abner Perry.
Quan DC Comics va obtenir la llicència per adaptar les obres d'Edgar Rice Burroughs, van aconseguir adaptar el primer llibre de Pellucidar, amb guió de Len Wein, i diversos artistes com Mike Kaluta i Murphy Anderson sobre art. L'adaptació va començar Korak, Son of Tarzan núm. 46, després es va traslladar a Weird Worlds núm. 1-6.
La pel·lícula de 2008 Journey to Middle Earth també comparteix diverses similituds amb els esdeveniments i les ubicacions de la novel·la, tot i que la pel·lícula estava pensada com una adaptació lliure de Viatge al centre de la Terra de Jules Verne.

## Llegat
Altres autors s'han inspirat en la representació de Burroughs de l'estrany món subterrani, sobretot H. P. Lovecraft, del qual At the Mountains of Madness va estar molt influenciat per At the Earth's Core, especialment en nom de la raça d'esclaus dels Elder Things, els Shoggoths. Un altre homenatge i més directe al concepte de Burroughs és la sèrie "Zanthodon" de Lin Carter, que comença amb la seva novel·la Jorney to the Underground World.
El prolífic artista de manga Shotaro Ishinomori també va adaptar el llibre per a l'arc de la història final del manga original Cyborg 009.

## Copyright
Els drets d'autor d'aquesta història han caducat als Estats Units i, per tant, ara són de domini públic. El text està disponible a través del Projecte Gutenberg.